# 巴特亚姆

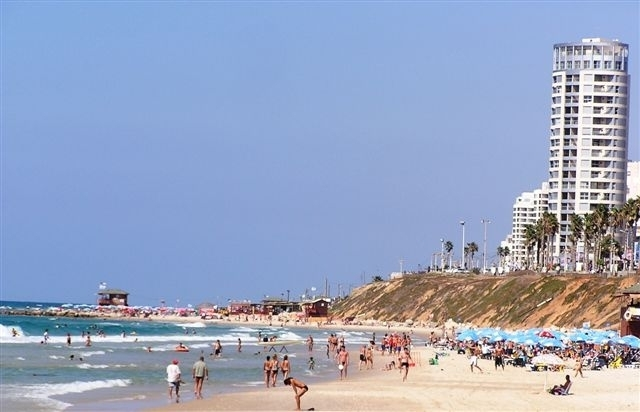
巴特亞姆海灘

巴特亚姆（英語轉寫：Bat Yam）是位于地中海沿岸的以色列城市，位于特拉维夫市以南，为特拉维夫区古什丹都市区（Gush Dan metropolitan area）一部分。人口129100(2007)，辖区面积8.167 km2。

## 历史
- 早期史：建于1926年，初名为巴伊特瓦甘（Bayit VaGan,意为房屋和花园），是为信东正教的犹太人而建。1929年巴勒斯坦阿拉伯人暴動，这里受到邻近的雅法的阿拉伯人的攻击，随后当地居民被英国当局撤出，1930年又重建。1936年该城获得地区委员会资格。1938年更名为巴特亚姆。

- 建国后的历史：1947年11月29日联合国的分治方案后，巴勒斯坦地区暴发大规模冲突，巴特亚姆遭到邻近的雅法的阿拉伯人的猛烈攻击，直到1948年5月13日雅法投降。独立后巴特亚姆吸收了大量移民，获得巨大发展，1958年获得城市资格。不过此后巴特亚姆也遭受了以色列版的“白色流失”（white flight）问题。随着越来越多的移民住在城市，社会经济问题开始凸现。1970s-1980s期间，这里相对较低的房价和房地产的繁荣吸引了大量在阿拉伯国家的生活在底层的第二三代犹太人前来，结果导致市内的中层的包括退伍军人在内的居民迁出这里前往市以南的新建立的里雄莱锡安。市内的土耳其犹太人占总人口的很大一部分占23%，所以该城曾接待过土耳其总统苏莱曼·德米雷尔和总理坦苏·奇莱尔。

- 现代历史：由于这里接受工业中心特拉维夫和低房价，1990s接受了大量来自前苏联的移民，使得该城获得了快速的发展。不过对于城市的问题方面，俄国人的涌入并没有改变多少。2000s最初的几年由于市领导层的一些经济丑闻，市政府一度接近破产边缘。2003年新任市长Shlomo Lahiani上任后城市经济开始复苏，一些地区开始改革，一直进行到现在。不过现在这个城市还承受着过去几年的重创，还未复苏。得益于对教育、文化和城市基础设施的投资，城市开始摆脱“贫困郊区”的形象。市内有一处最保守的哈西迪犹太人的内飞地，名为Kiryat Bobov。2008年11月11日，Shlomo Lahiani再次当选市长，赞成率为86%，按以色列媒体的说法：这是一个相当吃惊的结果。

## 旅游
巴特亚姆由于位于地中海沿岸而成为一个很受欢迎的海灘景点。而且还有一些博物馆，包括巴特亚姆博物馆（本阿里，Ben Ari），里巴克（Ryback）博物馆内收藏有画家里巴克（Issachar Ber Ryback）的许多画作。此外还有一家博物馆用于纪念意第绪语作家（Sholem Asch），他晚年最后几年是在这里度过的。

## 交通
公共交通只有公交车。铁路：约瑟夫塔尔（The Yoseftal Railway Station）火车站预计在2010年建成，作为新建的特拉维夫-里雄莱锡安的西线。

## 友好城市
- 法國 维勒班
- 義大利 里窝那